# Cephalops filicicola
Cephalops filicicola är en tvåvingeart som först beskrevs av Hardy 1964.  Cephalops filicicola ingår i släktet Cephalops och familjen ögonflugor.
Artens utbredningsområde är Hawaii. Inga underarter finns listade i Catalogue of Life.